# Arúpa
Az arúpa a hinduizmusban és a buddhizmusban a forma nélküli (esetleg nem fizikális) vagy anyag nélküli tárgyakra vonatkozik. Az éter (szanszkrit: ákása) arúpának tekinthető, míg az alapelemek rúpának számítanak. Magyar fordításai: formátlan, alaktalan, nem dologi,
A buddhista kozmológiában négy alak nélküli birodalmat („arúpa-vacsara”) különböztetnek meg. Ezek a birodalmak azon dévákhoz tartoznak, akik előző életükben elérték és megmaradtak az arúpadzshána meditáció négy forma-nélküli elnyelésben (csatuh-szamápatti). A bodhiszattvák viszont soha nem születnek az arúpa-vacsrába, még akkor sem, ha elérték az arúpadzshánákat.
Négyféle arúpa-vacsara déva létezik az arúpadzshánáknak megfelelően:
- Naivaszamdzsnánászamdzsnájatana vagy Nevaszannánászannájatana (tibeti:  'du sesz med 'du sesz med min; japán: 非有想非無想処) "A sem észlelés sem nem-észlelés birodalma". Ezen világ forma nélküli lakói meghaladták az észlelés tagadását és elértek egy liminális állapotot, amelyben már nem foglalkoznak az "észleléssel" (szamdzsná, körülmények felismerése jegyek alapján), azonban nem is teljesen tudat nélküliek.[2]
- Ákimcsanjájatana vagy Ákincsannájatana (tibeti: csi jang med; japán: 無所有処 muso u so) "A semmiség birodalma" (szó szerint "minden hiánya"). Ebben a világban a forma nélküli lakók azon elmélkednek, hogy nincs semmi".  Ezt az észlelés egyik mély formájának tekintik.
- Vidzsnánánantjájatana, Vinnánánancsájatana, vagy rövidítve Vinnánancsájatana (tibeti: rnam sesz mtha' jasz; japán: 識無辺処 siki mu hen dzso) "A végtelen tudat világa".  Ebben a világban a forma nélküli lények azon meditálnak, hogy a tudatuk mindent átölelő. Ebben a világban az élet 40 000 emberéletnek felel meg.
- Ákásánantjájatana vagy Ákászánancsájatana (tibeti: nam mkha' mtha' jasz; japán: 空無辺処 kú mu hen dzso) "A végtelen tér világa". Ebben a világban az élőlények a mindent betöltő tér végtelenségén meditálnak. Ebben a világban az élet 20 000 emberéletnek felel meg.